# Corynoptera pseudoparvula
Corynoptera pseudoparvula är en tvåvingeart som beskrevs av Shah Mashood Alam 1988. Corynoptera pseudoparvula ingår i släktet Corynoptera och familjen sorgmyggor. Inga underarter finns listade i Catalogue of Life.